# Marie Thérèse Sophie Richard de Ruffey
Marie Thérèse Sophie Richard de Ruffey, marchesa de Monnier (Pontarlier, 9 gennaio 1754 – Gien, 8 settembre 1789) è stata una nobile francese, conosciuta con il nome di Sophie, ebbe una relazione amorosa con Mirabeau, cui ispirò le famose Lettere a Sofia.

## Biografia
Marie Thérèse Sophie (Sophie) nacque in una nobile famiglia della Borgogna: suo padre Gilles Germain Richard de Ruffey, era presidente della Chambre des comptes de Bourgogne; sua madre si chiamava Anne Claude de La Forest. In giovane età era stata promessa sposa a Buffon (1707–1788), amico d'infanzia di suo padre; Sophie sposò poi nel 1771, all'età di soli 17 anni, il marchese de Monnier, presidente della Chambre des comptes de Dole, il quale aveva 49 anni più di lei.
Qualche anno dopo la giovane Sophie si innamorò del più giovane Mirabeau (1749–1791) il quale era stato confinato nel Fort-de-Joux, nei pressi di Pontarlier. Mirabeau e Sophie decisero di fuggire e, dopo un breve soggiorno in Svizzera (dove Mirabeau assunse il nome di Marchese de Lancefaudras) si rifugiarono a Rotterdam dove i due vissero dal 1776 al 1777. Dopo denuncia del marchese di Monnier, marito di Sophie, i due amanti furono arrestati nei Paesi Bassi (1777). Sophie, che era incinta, venne ricoverata nella Maison de santé chez Mlle Douay di Parigi; Mirabeau, che era ammalato, fu imprigionato nel Donjon de Vincennes, ossia nel dongione del Castello di Vincennes. Risalgono ad allora le lettere d'amore scambiate fra i due amanti che saranno pubblicate nel 1792 da Louis Pierre Manuel, ex amministratore del Conte di Mirabeau, con il titolo di Lettres à Sophie (in italiano: Lettere a Sofia). Sophie partorì una bambina che venne battezzata Sophie Gabrielle e morì all'età di due anni. Mirabeau rimase in prigione 42 mesi (1780) dopo i quali, spinto dalla gelosia, non volle avere più contatti con Sophie. Mirabeau si recò a Pontarlier per ottenere la revisione del suo processo: fu l'avvocato di se stesso e riuscì a far condannare il marchese de Monnier, marito di Sophie, alle spese processuali (1782).
Abbandonata da Mirabeau (1781), Sophie si ritirò al convento des Saintes-Claires a Gien. Rimasta vedova, corteggiata da Monsieur de Poterat, un gentiluomo di Gien, Sophie pensava di nuovo al matrimonio. La notizia della morte del futuro marito la spinse al suicidio.